# フォトニックネットワーク
フォトニックネットワーク（photonic network）とは、すべての転送機能を光領域で処理するネットワークである。全光ネットワークとも言う。

## 概要
多重分離機能、スイッチング機能、ルーティング機能（光ルーター）を含めた、すべてのネットワーク転送機能を光領域で処理する。フォトニックネットワークにおいては、電気領域制御を行うことなくデータ通信を行うことができるため、エレクトロニクスデバイスの速度限界を越える高速なネットワークを構築することが可能となる。

## 技術
- 光多重
  - 波長多重
  - 光符号多重
  - 光時分割多重
- 経路選択
  - OXC (Optical cross Connect)
  - PXC (Photonic cross Connect)
  - OADM (Optical Add Drop Multiplexer)
  - ROADM (Reconfigurable Optical Add Drop Multiplexer)

### 光スイッチング方式
データのスイッチング方式は現在利用されているものから、現在研究段階のものまで様々なものがある。
- Optical Circuit Switching
- Optical Burst Switching
- Optical Packet Switching

### 制御技術
- ルーティングプロトコルやシグナリングプロトコル
  - Generalized Multi-Protocol Label Switching

## 主な研究機関
国内大学
- 東京大学森川研究室
- 大阪大学丸田研究室
- 名古屋大学佐藤（健）研究室
- 慶應義塾大学山中研究室